# Ровний потік
Ровний потік (словац. Rovný potok) — річка в Словаччині, ліва притока Стежної, протікає в окрузі Снина.
Довжина приблизно 9,5—10,0 км. Витік знаходиться в масиві Вигорлат (схил гори Ясеновський Верх) на висоті близько 780 метрів. Протікає територією сіл Грабова Розтока; Стриговець; Шмиґовець і Дубрава..
Впадає в Стежну на висоті 245 метрів.